# Iwanowka (Baschkortostan, Tatyschlinski)
Iwanowka (russisch Ивановка; baschkirisch Ивановка) ist eine Derewnja (Dorf) in der russischen Republik Baschkortostan. Der Ort gehört zur Landgemeinde Nischnebaltatschewski selsowet im Tatischlinski rajon. Der Ort wird fast ausschließlich von Udmurten bewohnt.

## Geographie
Iwanowka befindet sich 20 Kilometer südöstlich vom Rajonzentrum Werchnije Tatyschly. Der Gemeindesitz Nischnebaltatschewo liegt sechs Kilometer südwestlich. Die nähest auf Straßen erreichbare Bahnstation ist Kujeda an der Strecke von Kasan nach Jekaterinburg etwa 40 Kilometer (Luftlinie) nordwestlich.

## Bevölkerungsentwicklung
| Jahr | Einwohner |
| ---- | --------- |
| 1968 | 184       |
| 2002 | 144       |
| 2010 | 142       |

Anmerkung: Volkszählungsdaten, 1968: Fortschreibung